# MMSE
MMSE (ang. Mini–Mental State Examination, potocznie "mini–mental") – krótkie narzędzie przesiewowe do oceny otępień. Oryginalnie test powstał w 1975 roku jako krótkie narzędzie do oceny stanu poznawczego pacjentów. Może być stosowane przez lekarza, w odróżnieniu od specjalistycznych baterii testów neuropsychologicznych zarezerwowanych do użytku i interpretacji przez psychologa z odpowiednim przygotowaniem. Wykonanie badania tym testem trwa około 5 minut. Najczęściej używany jest w praktyce lekarza ogólnego, neurologa i psychiatry.

## Zakres
Jest to narzędzie oceniające szereg funkcji:
- orientacja w czasie i miejscu
- zapamiętywanie
- uwaga i liczenie
- przypominanie
- funkcje językowe
- powtarzanie (zadanie, w którym pacjent jest proszony o powtórzenie zdania)
- wykonywanie złożonych poleceń podanych ustnie lub na piśmie
- zdolności wzrokowo-przestrzenne

## Wyniki
Maksymalny wynik, jaki można uzyskać w teście to 30 punktów. 
- 27-30 wynik prawidłowy
- 24-26 zaburzenia poznawcze bez otępienia
- 19-23 otępienie lekkiego stopnia
- 11-18 otępienie średniego stopnia
- 0-10 otępienie głębokie